# Illumø
Illumø of Illum is een langgerekt Deens eilandje, gelegen in de Helnæs Bugt, tussen Helnæs en Funen. Het eiland is sinds eind jaren 80 onbewoond en maakt deel uit van een eilandengroep die ook de kleine eilandjes Horsehoved en Vigø betreft. Illumø maakt deel uit van de parochie Svanninge, behorende tot de gemeente Faaborg-Midtfyn. Het eiland is in het midden bebost, waar zich ook een dolmen bevindt.
- Library of Congress Control Number: sh90004536
- Nationale Bibliotheek van Israël: 987007536942805171
- Virtual International Authority File: 315131114
- WorldCat: E39PBJmhRtCbYQbfrg8dg9M9Dq